# Relazioni bilaterali tra Impero russo e Stati Uniti
Le relazioni bilaterali tra Impero russo e Stati Uniti d'America (1776–1922) furono precedenti alle relazioni bilaterali tra Unione Sovietica e Stati Uniti (1922–1991) ed alle moderne relazioni bilaterali tra Russia e Stati Uniti (1991–oggi). Le relazioni tra i due paesi vennero stabilite nel 1776.

## Coinvolgimento della Russia nella guerra d'indipendenza americana
Le relazioni tra i due stati vengono solitamente fatte iniziare nell'anno 1776, quando gli Stati Uniti d'America dichiararono la loro indipendenza dall'Impero britannico e divennero uno stato indipendente. Nel 1763 un mercante di Boston ancorò la sua nave al porto di Kronštadt dopo una traversata transatlantica diretta.
Malgrado distante dalla scena americana, la Russia sotto il governo di Caterina la Grande fu significativamente attiva nella rivoluzione americana tramite la diplomazia. Se Caterina personalmente sovrintendette alle interazioni con la nuova nazione, incaricò anche personalmente il suo consigliere per le relazioni estere, Nikita Ivanovič Panin, di agire in sua vece nell'ambito di diplomazia internazionale. Caterina e Panin interagirono col governo britannico tramite James Harris, I conte di Malmesbury, ambasciatore inglese alla corte russa. Durante la guerra della rivoluzione americana, Caterina e Panin decisero di rimanere ufficialmente neutrali, rifiutando la richiesta militare inoltratagli dalla Gran Bretagna, ed insistendo perché si tenessero delle discussioni di pace per una soluzione pacifica della rivoluzione americana, così da sedare anche quei conflitti latenti in Europa che dalla rivoluzione d'oltreoceano vennero influenzati.

### Il commercio con gli americani
Il commercio su piccola scala tra Russia e le colonie inglesi in America del Nord ebbe inizio nel 1763. Questo commercio, ad ogni modo, si presentava come una violazione del Navigation Acts voluto dall'Inghilterra che permetteva alle colonie di commerciare unicamente con la Gran Bretagna. I prodotti russi come ad esempio la canapa ed il ferro iniziarono ad arrivare regolarmente ai porti delle colonie già anni prima dell'inizio della guerra di rivoluzione e non si fermarono nemmeno con la guerra in corso. Americani e russi si vedevano reciprocamente come ottimi partners commerciali.
Anche durante la rivoluzione, Caterina credette sempre che una nazione americana libera ed indipendente sarebbe stato l'ideale per gli interessi commerciali russi. Mentre alcuni alti funzionari russi erano preoccupati della presenza di un'America indipendente che avrebbe potuto interferire col commercio tra la Russia ed altre nazioni europee, Caterina tendeva invece a vedere il commercio diretto tra Russia e Stati Uniti come un'eccellente opportunità per espandere il commercio nazionale. La zarina sapeva infatti che dopo la rivoluzione, gli Stati Uniti liberi avrebbero potuto interfacciarsi molto più facilmente e molto più liberamente con la Russia. Ad ogni modo, se gli americani avessero ottenuto la loro libertà, la Gran Bretagna avrebbe dovuto rivolgersi ad altri paesi - come ad esempio la Russia - per supplire alle risorse non più disponibili dall'America.

### Neutralità
Caterina scelse di far rimanere la Russia ufficialmente neutrale nel corso della rivoluzione americana, senza prendere parti durante la guerra. In maniera ufficiosa, ad ogni modo, ella agì a favore dei coloni americani, offrendo loro tutto ciò di cui avrebbero avuto bisogno, ma senza compromettere la neutralità russa.
Nel marzo del 1780, la Russia pubblicò una "Dichiarazione di neutralità armata". Questa dichiarazione stabilì ufficialmente il ruolo della Russia nella questione americana nei confronti del mondo, focalizzandosi in particolare sull'importanza del mantenere neutrali i vascelli della propria marina mercantile, essenziali per il commercio con l'estero. Se la dichiarazione mantenne la Russia ufficialmente neutrale, gli consentì di supportare le politiche coloniali della Francia e di resistere agli sforzi della Gran Bretagna di soffocare l'America in un blocco navale. La dichiarazione diede inoltre ai ribelli americani una leva emotiva, realizzando il fatto che la Russia non era così solidamente allineata alla politica della Gran Bretagna. Con la Russia come potenziale e potente alleata, le comunicazioni e l'alleanza russo-americana continuarono a migliorare. Ad ogni modo Caterina II si rifiutò di riconoscere apertamente gli Stati Uniti come nazione indipendente sino alla fine della guerra.

### Le richieste di assistenza della Gran Bretagna
Dal momento che la guerra rivoluzionaria proseguì durante gli anni '70 del Settecento, diverse potenze europee presero l'occasione per opporsi alla Gran Bretagna nello scontro e schierarsi a favore degli Stati Uniti nascenti. Gli inglesi, dunque, pensarono ad un modo per rendere più solida l'alleanza con la Russia. Compresa tra le principali potenze mondiali, la Russia era in passato stata alleata della Gran Bretagna, ed anche in questa occasione per non destare sospetti i russi dovettero fornire supporto militare e logistico agli inglesi, oltre ad un impegno diplomatico.
Se Caterina da un lato ammirava il popolo inglese e la sua cultura, dall'altro ella odiava re Giorgio III di Gran Bretagna ed i suoi ministri. La zarina era rimasta particolarmente disturbata dalla guerra dei sette anni nella quale aveva guardato con disgusto il tentativo dell'Inghilterra di defilarsi dal conflitto, lasciando i propri alleati russi e prussiani alla deriva verso una chiara sconfitta. Caterina II reputò tale atteggiamento come immorale e sleale ed iniziò a rivedere l'alleanza con la Gran Bretagna. Vide allo stesso modo la rivoluzione americana come un chiaro errore della Gran Bretagna nei confronti delle sue colonie, comprendendo quindi l'atteggiamento dei rivoluzionari verso la madrepatria. Malgrado l'ufficiale neutralità della Russia, le negative opinioni dell'imperatrice russa nei confronti del governo inglese e la sua visione del ruolo dell'Inghilterra nella guerra rivoluzionaria americana furono fondamentali quando la Gran Bretagna richiese il supporto russo nello scontro. 
Nell'estate del 1775, infatti, la Gran Bretagna inviò dei diplomatici in Russia per cercare di sapere se Caterina sarebbe stata intenzionata a supportare l'invio di truppe in America in aiuto alle forze inglesi. Anche se la risposta iniziale della sovrana sembrò essere positiva, Caterina rifiutò formalmente la richiesta di aiuto di re Giorgio III, citando formalmente il fatto di avere bisogno dei propri uomini per difendere i confini della propria patria, non ancora solidi dopo sei anni di guerra appena terminati in Europa.
Nel novembre del 1779, la Gran Bretagna fece un nuovo tentativo per implorare l'assistenza della Russia nel conflitto con l'America. La Gran Bretagna non solo fece presente che di trovarsi tra le principali potenze militari e commerciali al mondo, ma anche che il supporto agli inglesi avrebbe certamente consentito di schiacciare future rivoluzioni e che era anche desiderio personale del re quello di ritrovare la pace. In una lettera alla zarina, il primo ministro inglese concluse dicendo di "mettere gli interessi della Gran Bretagna nelle mani dell'imperatrice." Gli inglesi acclusero una richiesta specifica alla Russia, ovvero quella di utilizzare le proprie forze contro tutti i nemici degli inglesi, inclusi quindi anche i paesi europei che vi si sarebbero opposti, per fermare la rivoluzione americana. Dopo aver atteso diversi mesi, Caterina decise infine di rifiutare la richiesta degli inglesi.
Nel 1781, la Gran Bretagna tentò ancora una volta di ottenere l'assistenza della Russia. Realizzando però di aver ormai perso la guerra, James Harris domandò se una parte dell'impero britannico avrebbe potuto convincere la Russia a schierarsi con l'Inghilterra, offrendo ai russi il possesso dell'isola di Minorca senza chiedere questa volta uomini, ma semplicemente che la Russia convincesse la Francia ad uscire dalla guerra, costringendo così gli americani a combattere da soli con le loro sole forze. Caterina, ad ogni modo, che era sempre desiderosa di vedere un'America indipendente, utilizzò la stessa proposta di Harris per mettere in imbarazzo l'Inghilterra: non solo rifiutò l'offerta degli inglesi, ma pubblicò anche le proposte da loro avanzate al pubblico ludibrio.

### Tentativi di riappacificazione
Caterina II ebbe un ruolo significativo negli sforzi per la pace durante la rivoluzione americana. Nell'ottobre del 1780, infatti, inviò una proposta a ciascuna delle potenze europee coinvolte nel conflitto. La proposta era quella di ritrovarsi tutti insieme per discutere di una possibile pace. Le potenze si ritrovarono a Vienna dopo che gli inglesi ebbero chiesto al primo ministro austriaco di aiutarli nella mediazione dei concordati di pace. Caterina inviò a Vienna il principe Dimitri Galitzin per suo conto come ambasciatore. Caterina scelse di puntare il tutto sulla pace per recuperare innanzitutto la libertà di commercio tra gli stati e con la Russia, scegliendo deliberatamente di non inserire una proposta di riconoscimento dell'autonomia degli Stati Uniti per non creare ulteriori frizioni, ben sapendo che né gli inglesi né i francesi l'avrebbero accettata ed anzi che tale proposta avrebbe potuto bloccare le discussioni sul nascere.

## XIX secolo
Nel 1801 Thomas Jefferson nominò Levett Harris quale primo console generale americano in Russia (1803-1816).
La dottrina Monroe venne in parte animata dal supporto dato dalla Santa Alleanza che più volte la Russia aveva chiesto agli Stati Uniti in America Latina, come pure per l'Ukase del 1821 che bandiva le navi non russe dalla costa nord-occidentale. Il trattato russo-americano del 1824 fissò al 54º parallelo nord il confine tra l'America russa e l'Oregon anglo-americano.

### Guerra civile americana
Nell'inverno del 1861–1862, la marina imperiale russa inviò due flotte nelle acque americane per evitare che la Russia rimanesse intrappolata nel caso dello scoppio di una guerra con la Gran Bretagna e la Francia. Molti americani all'epoca videro tale atto come uno schieramento a favore dell'Unione nordista nella guerra civile americana, come pure concordano oggi molti storici. La fregata russa Alexander Nevsky e altri vascelli dello squadrone atlantico rimasero nelle acque americane per sette mesi (settembre 1863 - giugno 1864).
Nel 1865 venne tentato un progetto ancora più grande: la costruzione di una linea telegrafica russo-americana con partenza da Seattle, passante per la Columbia Britannica, l'America russa (Alaska) e la Siberia, per risolvere finalmente le comunicazioni est-ovest. Tale progetto ad ogni modo fallì e non venne mai iniziato.

### L'acquisto dell'Alaska del 1867
La Russia mantenne un florido commercio delle pelli in Alaska con una serie di missioni commerciali presso i nativi locali. Dal 1861 il progetto iniziava a perdere colpi, minacciato sul posto dall'antagonismo rappresentato proprio dagli Stati Uniti e non poteva essere difeso dalla Gran Bretagna per il libero commercio. Sembrava praticamente impossibile ai russi migrare in massa in Alaska (nel 1867 la popolazione russa in loco era di poche centinaia di individui). Nel 1867, quindi, la Russia decise di vendere l'Alaska agli Stati Uniti per 7.200.000 dollari. Tutti gli amministratori ed i militari russi presenti in Alaska lasciarono il paese, ma vi rimasero invece alcuni missionari ortodossi.

## 1880–1918

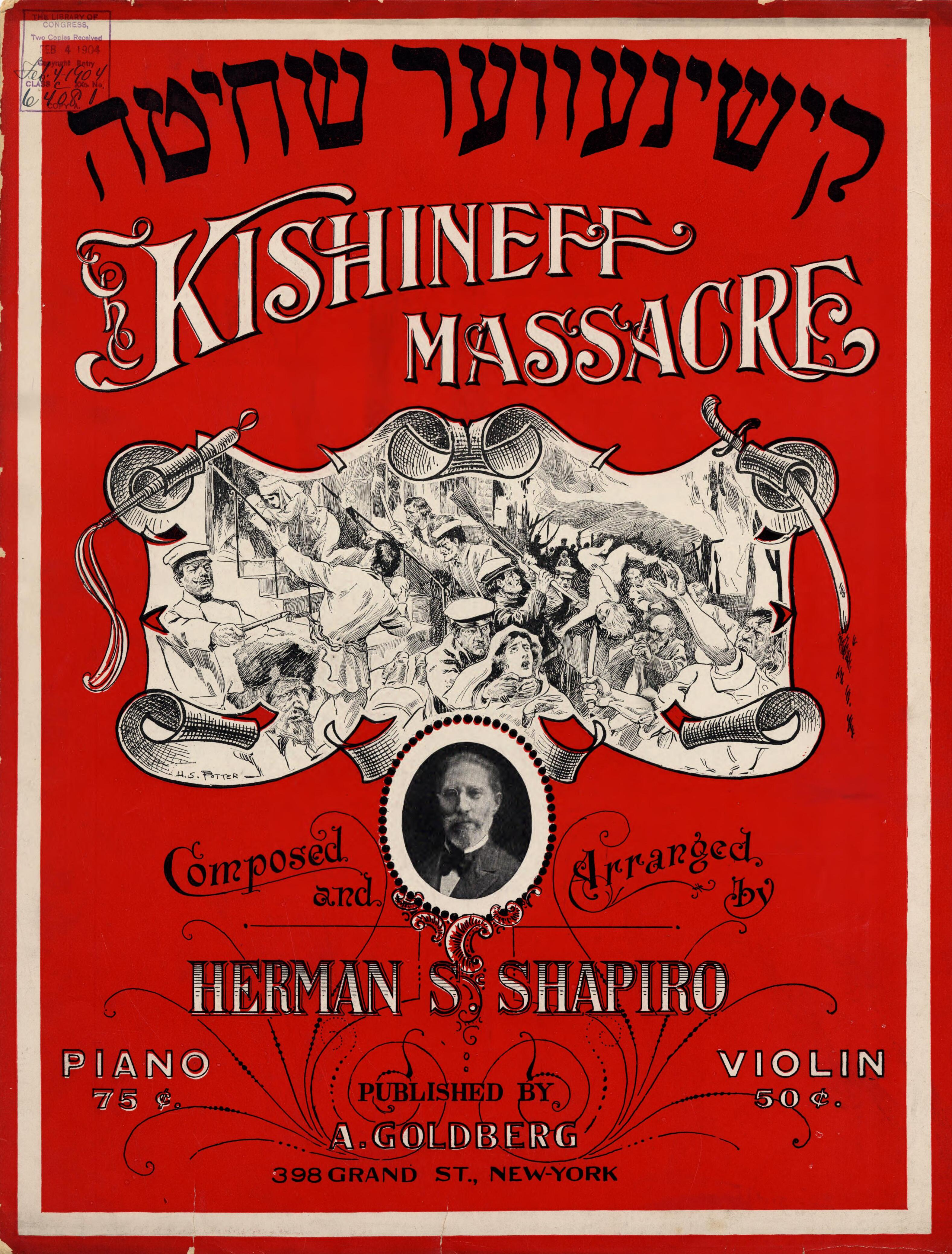
Herman S. Shapiro. "Kishinever shekhita, elegie" [Elegia del massacro di Kishinev]. Copertina dello spartito musicale, New York, 1904.

Dal 1880 al 1917, circa 3.200.000 immigrati giunsero negli Stati Uniti dall'Impero russo. Molti di questi erano ebrei, lituani o polacchi e solo 100.000 erano etnicamente russi. Le relazioni tra Stati Uniti e Russia, ad ogni modo, rimasero fredde, in particolare per i ripetuti episodi di pogrom, sebbene non vi fosse un reale antagonismo tra Russia e Stati Uniti per le buone relazioni tra i due governi.

### Il massacro degli ebrei
Dopo il 1880, i ripetuti pogrom operati dai russi nei confronti degli ebrei alienarono sempre più la simpatia dell'élite americana nei confronti dei russi. Nel 1903, durante il pogrom di Kishinev dove rimasero uccisi 47 ebrei, con 400 altri feriti e 10.000 ebrei lasciati senza tetto, la comunità ebraica americana organizzò una raccolta fondi su vasta scala per prestare assistenza ai propri connazionali e per sostenerli nella loro emigrazione verso l'America. Ulteriori violenze perpetrate dalla Russia nel 1913 portarono gli Stati Uniti a rivedere le condizioni del trattato commerciale stilato nel 1832.

### Ribellione dei Boxer
Nel 1900, Russia e America erano parte dell'alleanza delle otto nazioni nella soppressione della rivolta dei Boxer in Cina. La Russia occupò poco dopo la Manciuria e gli Stati Uniti approvarono la politica della porta aperta verso le richieste territoriali di Russia e Germania che volevano ripartire la Cina in diverse colonie.

### Le guerre
Il presidente Theodore Roosevelt ebbe un ruolo focale nella fine della guerra russo-giapponese. Durante la guerra, Roosvelt supportò ad ogni modo tatticamente il Giappone. Il Trattato di Portsmouth venne siglato nel 1905, segnando l'umiliante sconfitta dei russi. Roosevelt ricevette il premio nobel per la pace per quest'operazione.
Nella prima guerra mondiale, la dichiarazione di guerra degli Stati Uniti alla Germania nel 1917 venne fatta dopo la detronizzazione dello zar russo durante la rivoluzione di febbraio. Quando lo zar era ancora al potere, infatti, molti americani non erano d'accordo a combattere una guerra al suo fianco come alleati. Con la sua dipartita, l'amministrazione di Woodrow Wilson negli Stati Uniti sfruttò la formazione di un nuovo governo provvisorio per descrivere come le nuove nazioni democratiche stessero combattendo i vecchi imperi autarchici come Germania e Austria-Ungheria. Durante la guerra, il corpo di spedizione americano stava appena iniziando i primi scontri quando la rivoluzione di ottobre rimosse completamente la Russia dal teatro di guerra.
Prima della resa della Germania nel novembre del 1918, gli Stati Uniti presero parte all'intervento alleato nella rivoluzione russa con la Spedizione orso polare e la spedizione militare americana in Siberia. L'obiettivo dell'America era quello di impedire che i nemici della Germania riuscissero a mettere le mani sui rifornimenti controllati dai bolscevichi. Quando la Gran Bretagna tentò di utilizzare le forze americane per bloccare la diffusione del bolscevismo, il presidente Wilson ritirò le proprie truppe.